# Model de Diósi-Penrose
El model de Diósi-Penrose es va introduir com una possible solució al problema de mesura, on el col·lapse de la funció d'ona està relacionat amb la gravetat. El model va ser suggerit per primera vegada per Lajos Diósi quan estudiava com les possibles fluctuacions gravitacionals poden afectar la dinàmica dels sistemes quàntics. Més tard, seguint una línia de raonament diferent, Roger Penrose va arribar a una estimació del temps de col·lapse d'una superposició a causa dels efectes gravitatoris, que és la mateixa (dins d'un factor numèric sense importància) que la trobada per Diósi, d'aquí el nom de model de Diósi-Penrose. Tanmateix, cal assenyalar que, mentre que Diósi va donar una equació dinàmica precisa per al col·lapse, Penrose va adoptar un enfocament més conservador, estimant només el temps de col·lapse d'una superposició.

## El model de Diósi
En el model de Diósi, el col·lapse de la funció d'ona s'indueix per la interacció del sistema amb un camp de soroll clàssic, on la funció de correlació espacial d'aquest soroll està relacionada amb el potencial newtonià. L'evolució del vector estatal {\displaystyle |\psi _{t}\rangle } es desvia de l'equació de Schrödinger i té l'estructura típica de les equacions dels models de col·lapse:
{\displaystyle {\begin{aligned}d|\psi _{t}\rangle &={\Bigg [}-{\frac {i}{\hbar }}H\,dt+{\sqrt {\frac {G}{\hbar }}}\int d\mathbf {x} \,{\big (}{\mathcal {M}}(\mathbf {x} )-\langle {\mathcal {M}}(\mathbf {x} )\rangle _{t}{\big )}\,dW(\mathbf {x} ,t)\\&\qquad {}-{\frac {G}{2\hbar }}\int d\mathbf {x} \int d\mathbf {y} \,{\frac {{\big (}{\mathcal {M}}(\mathbf {x} )-\langle {\mathcal {M}}(\mathbf {x} )\rangle _{t}{\big )}{\big (}{\mathcal {M}}(\mathbf {y} )-\langle {\mathcal {M}}(\mathbf {y} )\rangle _{t}{\big )}}{|\mathbf {x} -\mathbf {y} |}}\,dt{\Bigg ]}|\psi _{t}\rangle ,\end{aligned}}}
on
{\displaystyle {\mathcal {M}}(\mathbf {x} )=\sum _{j}m_{j}\mu _{R_{0}}(\mathbf {x} -{\hat {\mathbf {x} }}_{j})}
és la funció de densitat de massa, amb {\displaystyle m_{j}}, {\displaystyle {\hat {\mathbf {x} }}_{j}} i {\displaystyle \mu _{R_{0}}(\mathbf {x} )} respectivament la massa, l'operador de posició i la funció de densitat de massa de la {\displaystyle j} -èsima partícula del sistema. {\displaystyle R_{0}} és un paràmetre introduït per difuminar la funció de densitat de massa, necessari ja que es pren una distribució de massa puntual
{\displaystyle {\mathcal {M}}_{\text{point}}(\mathbf {x} )=\sum _{j=1}^{N}m_{j}\delta (\mathbf {x} -{\hat {\mathbf {x} }}_{j})}
comportaria divergències en les prediccions del model, per exemple, una taxa de col·lapse infinita o un augment de l'energia. Normalment, dues distribucions diferents per a la densitat de massa {\displaystyle \mu _{R_{0}}(\mathbf {x} -{\hat {\mathbf {x} }}_{j})} s'han considerat a la literatura: un perfil de densitat de massa esfèric o gaussià, donat respectivament per
{\displaystyle \mu _{R_{0}}^{\text{s}}(\mathbf {x} -{\hat {\mathbf {x} }}_{j})={\frac {3}{4\pi R_{0}^{3}}}\theta {\big (}|\mathbf {x} -{\hat {\mathbf {x} }}_{j}|-R_{0}{\big )}}
i
{\displaystyle \mu _{R_{0}}^{\text{g}}(\mathbf {x} -{\hat {\mathbf {x} }}_{j})={\frac {1}{(2\pi R_{0}^{2})^{3/2}}}\,\exp \left(-{\frac {(\mathbf {x} -{\hat {\mathbf {x} }}_{j})^{2}}{2R_{0}^{2}}}\right).}
Triar una o altra distribució {\displaystyle \mu _{R_{0}}(\mathbf {x} -{\hat {\mathbf {x} }}_{j})} no afecta significativament les prediccions del model, sempre que es mantingui el mateix valor per a {\displaystyle R_{0}} es considera. El camp de soroll {\displaystyle w(\mathbf {x} ,t):={\frac {dW(\mathbf {x} ,t)}{dt}}} a l'Eq. (1) té mitjana zero i correlació donada per
{\displaystyle \mathbb {E} \left[w(\mathbf {x} ,t)w(\mathbf {y} ,s)\right]={\frac {1}{|\mathbf {x} -\mathbf {y} |}}\delta (t-s),}
on “ {\displaystyle \mathbb {E} } "Denota la mitjana sobre el soroll. Aleshores es pot entendre a partir de l'Eq. (1) i (3) en aquest sentit el model està relacionat amb la gravetat: la constant d'acoblament entre el sistema i el soroll és proporcional a la constant gravitatòria {\displaystyle G}, i la correlació espacial del camp de soroll {\displaystyle w(\mathbf {x} ,t)} té la forma típica d'un potencial newtonià. De la mateixa manera que altres models de col·lapse, el model de Diósi-Penrose comparteix les dues característiques següents:
- El model descriu un col·lapse de posició.
- Hi ha un mecanisme d'amplificació que garanteix que els objectes més massius es localitzin de manera més eficaç.

Per tal de mostrar aquestes característiques, és convenient escriure l'equació mestra per a l'operador estadístic {\displaystyle \rho (t)=\mathbb {E} {\big [}|\psi _{t}\rangle \langle \psi _{t}|{\big ]}} corresponent a l'Eq. (1):
{\displaystyle {\frac {d\rho (t)}{dt}}=-{\frac {i}{\hbar }}[H,\rho (t)]+{\frac {G}{\hbar }}\iint {\frac {d\mathbf {x} \,d\mathbf {y} }{|\mathbf {x} -\mathbf {y} |}}\left({\mathcal {M}}(\mathbf {x} )\rho (t){\mathcal {M}}(\mathbf {y} )-{\frac {1}{2}}\{{\mathcal {M}}(\mathbf {x} ){\mathcal {M}}(\mathbf {y} ),\rho (t)\}\right).}
És interessant assenyalar que aquesta equació mestra ha estat recentment rederivada per L. Diósi utilitzant un enfocament híbrid on les partícules massives quantificades interactuen amb camps gravitatoris clàssics.
Si es considera l'equació mestra a la base de posició, introduint {\displaystyle \rho ({\vec {\boldsymbol {a}}},{\vec {\boldsymbol {b}}},t):=\langle {\vec {\boldsymbol {a}}}|\rho (t)|{\vec {\boldsymbol {b}}}\rangle } amb {\displaystyle |{\vec {\boldsymbol {a}}}\rangle :=|{\boldsymbol {a}}_{1}\rangle \otimes \dots \otimes |{\boldsymbol {a}}_{N}\rangle }, on {\displaystyle |{\boldsymbol {a}}_{j}\rangle } és un estat propi de posició de la {\displaystyle j} -èsima partícula, descuidant l'evolució lliure, es troba
{\displaystyle {\frac {d\rho ({\vec {\boldsymbol {a}}},{\vec {\boldsymbol {b}}},t)}{dt}}=-\Lambda ({\vec {\boldsymbol {a}}},{\vec {\boldsymbol {b}}})\rho ({\vec {\boldsymbol {a}}},{\vec {\boldsymbol {b}}},t)}
amb
{\displaystyle \Lambda ({\vec {\boldsymbol {a}}},{\vec {\boldsymbol {b}}})={\frac {G}{2\hbar }}\iint d\mathbf {x} \,d\mathbf {y} \,{\frac {{\big (}{\mathcal {M}}(\mathbf {x} ,{\vec {\boldsymbol {a}}})-{\mathcal {M}}(\mathbf {x} ,{\vec {\boldsymbol {b}}}){\big )}{\big (}{\mathcal {M}}(\mathbf {y} ,{\vec {\boldsymbol {a}}})-{\mathcal {M}}(\mathbf {y} ,{\vec {\boldsymbol {b}}}){\big )}}{|\mathbf {x} -\mathbf {y} |}},}
on
{\displaystyle {\mathcal {M}}(\mathbf {x} ,{\vec {\boldsymbol {a}}}):=\sum _{j}m_{j}\mu _{R_{0}}(\mathbf {x} -{\boldsymbol {a}}_{j})}
és la densitat de massa quan les partícules del sistema estan centrades en els punts {\displaystyle {\boldsymbol {a}}_{1}} ,..., {\displaystyle {\boldsymbol {a}}_{N}}. Eq. (5) es pot resoldre exactament, i s'obté
{\displaystyle \rho ({\vec {\boldsymbol {a}}},{\vec {\boldsymbol {b}}},t)=\rho ({\vec {\boldsymbol {a}}},{\vec {\boldsymbol {b}}},0)e^{-t/\tau _{\text{DP}}({\vec {\boldsymbol {a}}},{\vec {\boldsymbol {b}}})},}
on
{\displaystyle \tau _{\text{DP}}({\vec {\boldsymbol {a}}},{\vec {\boldsymbol {b}}})={\frac {1}{\Lambda ({\vec {\boldsymbol {a}}},{\vec {\boldsymbol {b}}})}}.}
Com s'esperava, per als termes diagonals de la matriu de densitat, quan {\displaystyle {\vec {\boldsymbol {a}}}={\vec {\boldsymbol {b}}}}, un té {\displaystyle \Lambda ({\vec {\boldsymbol {a}}},{\vec {\boldsymbol {a}}})=0}, és a dir, el temps de decaïment tendeix a l'infinit, cosa que implica que els estats amb una posició ben localitzada no es veuen afectats pel col·lapse. Al contrari, els termes fora de la diagonal {\displaystyle {\vec {\boldsymbol {a}}}\neq {\vec {\boldsymbol {b}}}}, que són diferents de zero quan hi ha una superposició espacial, decauran amb un temps de decaïment donat per l'Eq. ( 8 ).

Per tenir una idea de l'escala a la qual el col·lapse induït gravitacionalment esdevé rellevant, es pot calcular el temps de decaïment a l'Eq. ( 8 ) per al cas d'una esfera amb radi {\displaystyle R_{0}} i massa {\displaystyle m} en una superposició espacial a distància {\displaystyle d:=|{\boldsymbol {a}}-{\boldsymbol {b}}|}. Aleshores, el temps de decaïment es pot calcular) utilitzant l'Eq. (8) amb

| {\displaystyle \Lambda (d)={\begin{cases}{\dfrac {6GM^{2}}{5R_{0}\hbar }}\left({\dfrac {5}{3}}\lambda ^{2}-{\dfrac {5}{4}}\lambda ^{3}+{\dfrac {1}{6}}\lambda ^{5}\right)&{\text{when }}0\leq \lambda \leq 1,\\{\dfrac {6GM^{2}}{5R_{0}\hbar }}\left(1-{\dfrac {5}{12\lambda }}\right)&{\text{when }}\lambda \geq 1,\end{cases}}} | \| \| \| \| \| \| \| \| | (8) |
| |                         |     |
| |                         |     |

on {\displaystyle \lambda =d/(2R_{0})}. Per donar alguns exemples, si es considera un protó, per al qual {\displaystyle m\simeq 1.67\times 10^{-27}} kg i {\displaystyle R_{0}\simeq 10^{-15}} m, en una superposició amb {\displaystyle d\gg R_{0}}, s'obté {\displaystyle \tau _{\text{DP}}\simeq 10^{6}} anys. Al contrari, per a un gra de pols amb {\displaystyle m\simeq 6\times 10^{-12}} kg i {\displaystyle R_{0}\simeq 10^{-5}} m, un aconsegueix un aconsegueix {\displaystyle \tau _{\text{DP}}\simeq 10^{-8}} s. Per tant, contràriament al que es podria esperar considerant les debilitats de la força gravitatòria, els efectes del col·lapse relacionat amb la gravetat ja esdevenen rellevants a escala mesoscòpica.
Recentment, el model s'ha generalitzat incloent-hi efectes dissipatius i no markovians.

## La proposta de Penrose
És ben sabut que la relativitat general i la mecànica quàntica, les nostres teories més fonamentals per descriure l'univers, no són compatibles, i la unificació de les dues encara no s'ha aconseguit. L'enfocament estàndard per superar aquesta situació és intentar modificar la relativitat general quantificant la gravetat. Penrose suggereix un enfocament oposat, el que ell anomena "gravitació de la mecànica quàntica", on la mecànica quàntica es modifica quan els efectes gravitacionals esdevenen rellevants. El raonament subjacent a aquest plantejament és el següent: prenguem un sistema massiu d'estats ben localitzats a l'espai. En aquest cas, com que l'estat està ben localitzat, la curvatura espai-temps induïda està ben definida. Segons la mecànica quàntica, a causa del principi de superposició, el sistema es pot situar (almenys en principi) en una superposició de dos estats ben localitzats, cosa que conduiria a una superposició de dos espai-temps diferents. La idea clau és que, com que la mètrica espai-temps hauria d'estar ben definida, a la natura "no li agraden" aquestes superposicions espai-temps i les suprimeix col·lapsant la funció d'ona a un dels dos estats localitzats.

## Proves experimentals i límits teòrics
Com que el model de Diósi-Penrose prediu desviacions de la mecànica quàntica estàndard, es pot provar. L'únic paràmetre lliure del model és la mida de la distribució de densitat de massa, donada per {\displaystyle R_{0}}. Tots els límits presents a la literatura es basen en un efecte indirecte del col·lapse relacionat amb la gravitació: una difusió de tipus browniana induïda pel col·lapse sobre el moviment de les partícules. Aquesta difusió de tipus browniana és una característica comuna a totes les teories de col·lapse objectiu i, normalment, permet establir els límits més forts als paràmetres d'aquests models. El primer enllaç {\displaystyle R_{0}} va ser establert per Ghirardi et al., on es va demostrar que {\displaystyle R_{0}>10^{-15}} m per evitar un escalfament poc realista a causa d'aquesta difusió induïda de tipus browniana. Aleshores, el límit s'ha restringit encara més a {\displaystyle R_{0}>4\times 10^{-14}} m mitjançant l'anàlisi de les dades dels detectors d'ones gravitacionals. i més tard a {\displaystyle R_{0}\gtrsim 10^{-13}} m estudiant l'escalfament de les estrelles de neutrons.